# Sárga bunkógomba
A sárga bunkógomba (Clavulinopsis fusiformis) a palánkagombafélék családjába tartozó, Eurázsiában és Észak-Amerikában elterjedt, vizes réteken, erdőkben élő, nem ehető gombafaj.

## Megjelenése
A sárga bunkógomba termőteste 5-10 (15) cm magas, 0,2-0,6 (1) cm vastag, pálcika alakú, valamennyire hegyes végű, nem elágazó, hengeres vagy gyakran lapított, hosszában barázdált is lehet. Általában csoportosan, nyalábokban nő, a termőtestek a tövüknél összenőnek. Felszíne száraz, sima. Színe élénk vagy halványabb sárga vagy narancssárga, csúcsa gyakran barnás, töve kissé fehéres. Idővel fakul. Kálium-hidroxiddal nem reagál. 
Húsa törékeny, rostos, sárga. Szaga nem jellegzetes, íze keserű.
Spórapora fehér. Spórája gömbölyded vagy széles ellipszoid, sima, 2 µm hosszú apikális pólussal, mérete 5-6,5 x 4,5 µm.

### Hasonló fajok
Hasonlít hozzá a sáfrányszínű bunkógomba, de az nem nyalábokban nő; valamint a narancsszínű bunkógomba, amely kisebb és KOH-ra zöld reakciót mutat. 

## Elterjedése és termőhelye
Eurázsiában és Észak-Amerikában honos. Magyarországon ritka. 
Réteken, vizes élőhelyek, síklápokon, mohák között található meg. Feltehetően korhadó növényi anyagokat bont. Nyár végén, ősszel terem.

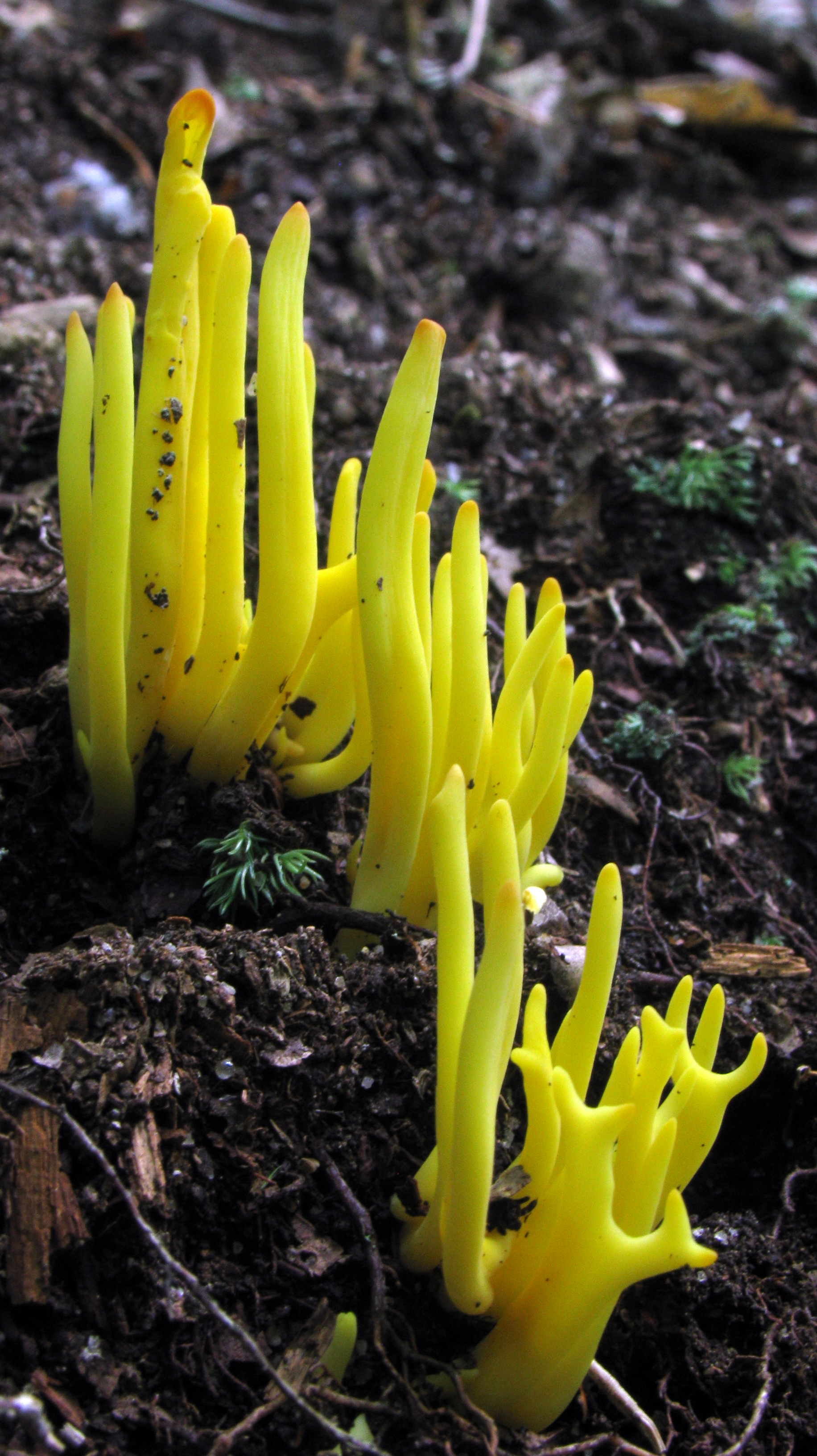
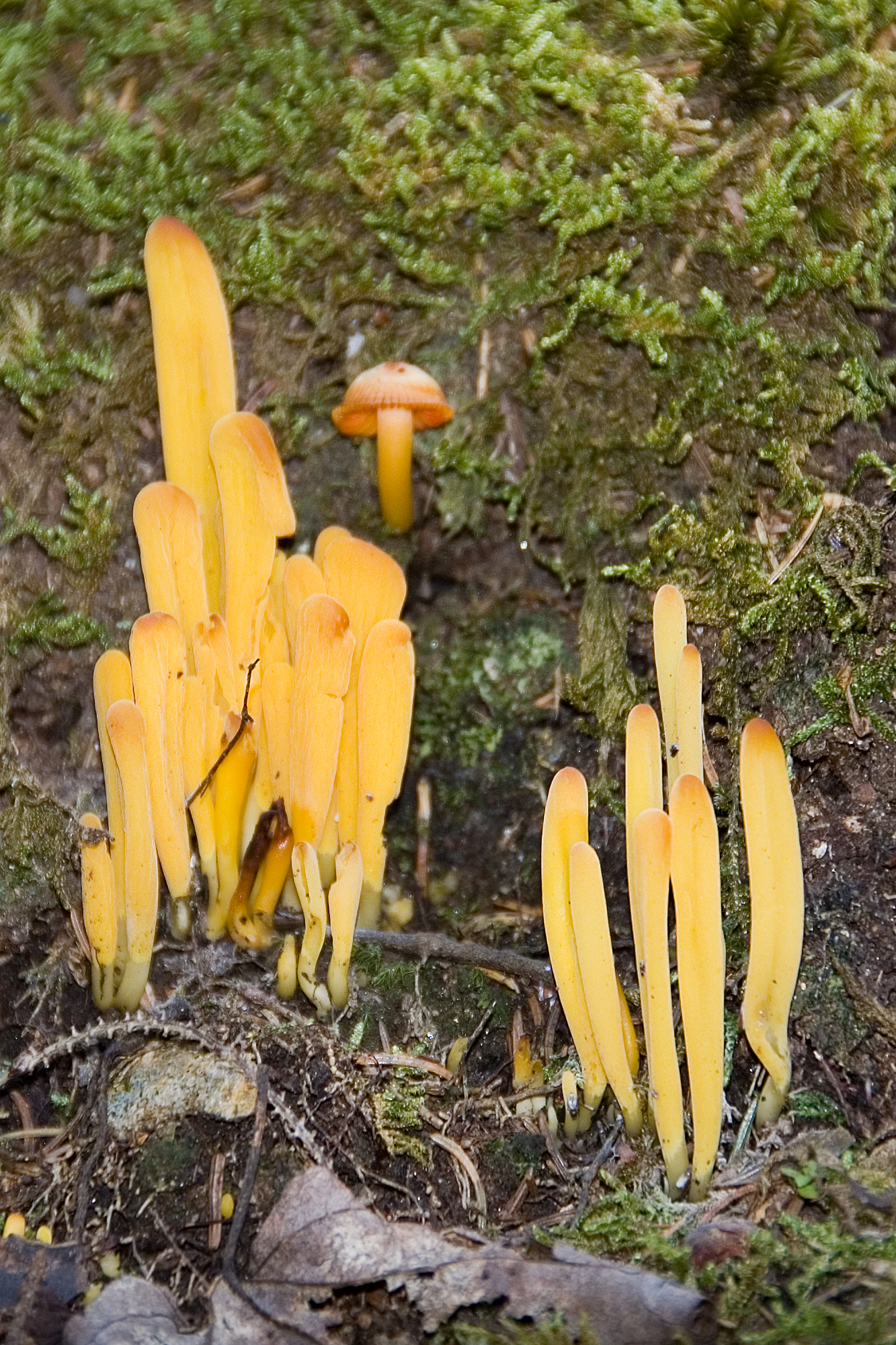
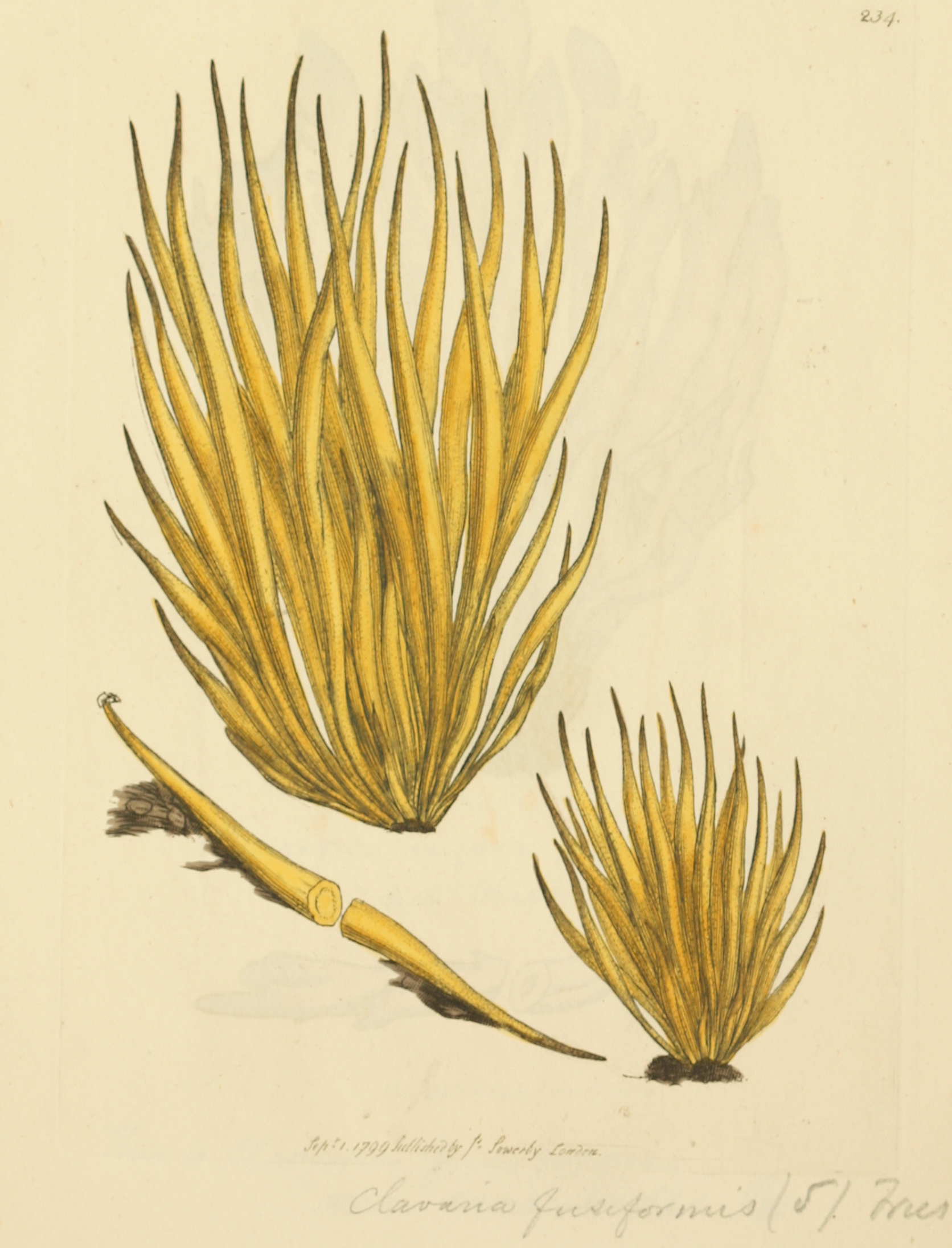

Nem ehető. 